# 歯根膜
歯根膜（しこんまく）は、歯根と歯槽骨の間に存在し、歯槽骨に歯を植立する懸架組織のことである。歯周靭帯とも呼ばれる。歯槽骨、セメント質、歯肉とともに、歯周組織を構成する組織である。

## 発生
歯根膜は歯根完成に続いて形成される。歯小嚢由来の線維芽細胞が歯根膜形成部位で細胞分裂し、その後線維形成能を獲得し、歯根膜のコラーゲン線維を形成する。

## 構造
主な成分は、線維芽細胞を主とする細胞成分と、細胞外マトリックス（線維成分および線維間マトリックス）である。
その主な構成要素はコラーゲンの太い束からなる歯根膜線維であり、タイプIII型コラーゲンを少量に含むタイプI型コラーゲンを主成分とし、また少量のオキシタラン線維が存在する。弾性線維はないとされている。
歯根膜はその組織学的特長として細胞成分が多いことがあげられる。
細胞成分として、線維芽細胞、骨芽細胞、破骨細胞、セメント芽細胞、未分化間葉細胞、マラッセの上皮遺残、マクロファージなどが認められる。
尚、歯槽壁に接して、骨芽細胞、破骨細胞が認められ、セメント質に接してセメント芽細胞が認められる。
歯根膜には歯根膜線維の他に、毛細血管（血管内皮細胞）や各種の神経終末、リンパ球などが含まれる。また、歯根膜形成時に必要であったヘルトビッヒの上皮鞘の一部が残存し、これはマラッセの上皮遺残と呼ばれている。従って、歯根膜には生理的に上皮細胞が存在することになる。

## 機能
- 歯の植立作用および緩圧作用：歯根膜の緩圧作用には血液、リンパ液、組織液の流体系も関与する。
- 歯の感覚の発現：触・圧・痛覚受容器、固有受容器が存在することにより、歯の触・圧覚、歯根膜痛、固有感覚を発現させるという説もあるが、これにはエビデンスがない。因みに、多数のインプラントと天然歯の混合歯列弓となった患者にその差異を聞くと、ほとんどの場合、インプラントと天然歯の区別が自覚的には分からないと答える。
- 他の歯周組織への栄養補給[3]：歯根膜の血管系はセメント細胞、セメント芽細胞、歯槽窩壁の一部を養う。
- 上記以上に本質的な生物学的機能は、歯牙の発生～萌出過程を通じて、対合歯との接触・位置関係を調整し、歯牙の咀嚼機能を発現・維持するための前提をなす働きである。
- また、歯牙に進行したう蝕・歯周炎などの細菌感染が生じた場合、歯根膜自身が排膿路となったり・歯牙を脱落排除させることで、感染を局所化・終息する働きがあると考えられる。それにより、感染が顎骨深部～周囲軟部組織へ波及して拡大・深刻化し、生命予後を脅かすことを防御している。